# PALS1
La PALS1 (en anglès Protein Associated with Lin Seven 1) és una proteïna que en els humans està codificada pel gen MPP5. Es pot identificar tant amb el terme de PALS1 com MPP5. Està implicada en la biogènesi de les unions estretes (tight junctions en anglès) i en l'establiment de la polaritat en les cèl·lules epitelials. Aquesta proteïna forma part de la subfamília MAGUK p55. Totes les proteïnes MAGUK contenen un nucli PDZ-SH3-GUK i es divideixen en quatre subfamílies, similars a DLG, ZO1, pp5 i LIN2, en funció de la seva grandària i de la presència de dominis addicionals. El MPP5 és un membre de la subfamília MAGUK similar a p55.

## Estructura

### Estructura primària

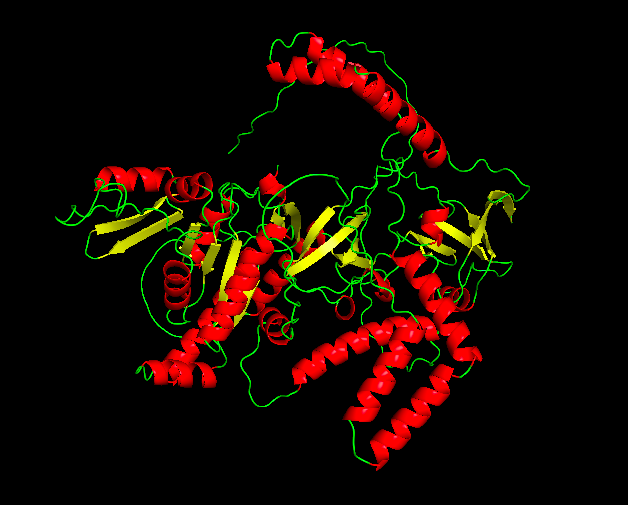
Estructura de la proteïna PALS1. Seqüència obtinguda de: Alphafold. Tractada amb el software: PyMOL. Estructura vermella: hèlix α. Estructura groga: làmina β. Estructura verda: gir o estructura no definida.

Aquesta proteïna presenta una mitjana de 675 aminoàcids i un pes molecular d'aproximadament 77,3 kDa.

### Estructura secundària i terciària
La PALS1 pertany a la família de proteïnes MAGUK (de l'anglès membrane-associated guanylate kinases). La principal característica d'aquesta família de proteïnes és que acostumen a presentar un domini de guanilat quinasa no catalític (GUK) amb combinació amb dos dominis més, el PDZ i el SH3. Aquesta família de proteïnes s'ha estudiat pel seu paper en l'orientació de proteïnes en cèl·lules polaritzades, com les neurones o els epitelis. A més de presentar aquests tres dominis, la PALS1 també conté dos dominis de L27 que dirigeixen la proteïna a les unions estretes.
Pel que fa a l'estructura secundària, aquesta presenta:
- Hèlix α (representa un 26,22% de la seqüència): hi ha un total de 20 hèlixs α a tota la seqüència d'aquesta proteïna.
- Làmines β (representa un 16, 29% de la seqüència): hi ha un total de 19 làmines β a tota la seqüència d'aquesta proteïna.
- La resta de la seqüència d'aminoàcids es troba o en forma de gir o sense cap estructura definida.

### Estructura quaternària
La proteïna PALS1 es troba a les unions estretes de les cèl·lules epitelials dels mamífers associada a dues proteïnes més, PATJ i CRB3. El domini PDZ que conté la proteïna PALS1 s'uneix a l'extrem carboxil-terminal de la proteïna transmembrana CRB3. A més, també s'uneix a l'extrem amino-terminal de la proteïna PATJ a través d'interaccions amb el domini L27, actuant d'adaptador entre les proteïnes CRB3 i PATJ. L'associació d'aquestes proteïnes acaba formant un complex proteic. A més d'estar en aquest complex proteic, la PALS1 s'ha trobat associada amb altres proteïnes.

## Interaccions
La proteïna PALS1 interacciona amb un seguit de proteïnes; com la MPP1, amb la qual forma un heterodímer. A més, també forma un heterotrímer amb la LIN7B i la PATJ: l'N-inicial del domini L27 interactua amb el domini L27 del PATJ i el C-terminal del domini L27 de la PALS1 interactua amb el domini L27 de la LIN7B.
La PALS1 també forma part d'altres complexos proteics: el complex format per la PALS1, la CRB1 i l'EPB41L5; el complex format per ARHGAP17, AMOT, PALS1, PATJ i PARD3/PAR3; el format per CRB3, PALS1 i PATJ; o, el complex constituït per la PALS1, MPP3 i CRB1.
Finalment, interactua amb la proteïna MPP7, PARD6B, SC6A1, LIN7C, CRB3, CRB2, NPHP1, NPHP4 i CDH5, entre d'altres.

## Funcions
La principal funció de la PALS1 és la biogènesi de les unions estretes i, per tant, l'establiment de la polaritat en les cèl·lules epitelials. També participa en la biogènesi de les unions adherents, ja que assegura la correcta localització del complex proteic d'exocitosi EXOC4/SEC8, el qual permet el tràfic del CDH1 que es troba a les unions adherents fins a la superfície de la cèl·lula. A més, a causa de la seva interacció amb la CDH5, té un paper important en la formació del lumen vascular i en la polaritat de les membranes endotelials.
La PALS1 és necessària en diferents processos: en el desenvolupament de la retina durant el desenvolupament embrionari i període postnatal; en el manteniment de les cèl·lules progenitores del cerebel en un estat proliferatiu indiferenciat, evitant així una diferenciació prematura; i, finalment, cal per la gènesi de teixits, la formació de fissures, l’organització de la capa del cerebel i el desenvolupament cortical.
La proteïna PALS1 també s’expressa en els limfòcits T i contribueix a l’activació impulsada per TCR del factor de transcripció NF-kB. També ajuda a la localització de l’EZR a la membrana apical de les cèl·lules parietals i, possiblement, participa en la remodelació dinàmica del citoesquelet apical. A més, és necessària per a la localització normal polaritzada del marcador vesicular STX4 i pel tràfic correcte de la mielina en les proteïnes PMP22 i MAG.
Una altra funció és la seva participació en la promoció de la fosforilació i en la retenció citoplasmàtica dels coactivadors de la transcripció YAP1 i WWTR1/TAZ, cosa que condueix a la supressió de la transcripció dependent de TGFB1 i de gens diana com són CCN2/CTGF, SERPINE1/PAI1, SNAI1/SNAIL1 i SMAD7.
En les infeccions microbianes, interacciona amb els coronavirus humans SARS-CoV i, probablement, amb la proteïna E del SARS-CoV-2, cosa que provoca un retard en la formació de les unions estretes i una desregulació de la polaritat cel·lular.

### Funcions moleculars
La PALS1 realitza dues importants funcions moleculars. Una d’elles consisteix en la unió a la molècula d'ATP (un coenzim d'importància universal i regulador enzimàtic) i l’altra és la unió a un domini específic d’una proteïna.

### Processos biològics
La proteïna PALS1 participa en els següents processos biològics:
- Formació de les unions estretes: consisteix en l'agregació, disposició i unió d'un conjunt de components per formar una unió estreta entre les membranes de dues cèl·lules. Està formada per una xarxa ramificada de proteïnes que envolta completament la part apical de cada cèl·lula del teixit epitelial.[19][8]

- Desenvolupament del sistema nerviós central: procés en el qual una cèl·lula recentment formada destinada a participar en el sistema nerviós es desenvolupa dins d'una neurona diferenciada totalment funcional.
- Desenvolupament del còrtex cerebral: desenvolupament del còrtex cerebral des de la seva formació fins al seu estat madur.[20]
- Expressió gènica: procés en el qual a partir d'un gen se sintetitza el producte gènic corresponent, normalment una proteïna
- Morfogènesi del teixit epitelial: formació i organització de les estructures anatòmiques que formen el teixit epitelial.[20]
- Formació de mielina: els embolcalls de la membrana cel·lular que constitueixen la mielina es col·loquen al voltant d'un axó del sistema nerviós central o perifèric.[21]
- Manteniment de la mielina del sistema nerviós perifèric: procés en el qual es manté en un estat funcional la mielina del sistema nerviós perifèric.[22]
- Localització de proteïnes a la regió abaxonal de la beina de mielina: procés en què una proteïna es transporta i/o es manté en la regió abaxonal de la beina de mielina.
- Localització de proteïnes a la membrana plasmàtica: Procés en què una proteïna es transporta o es manté en un lloc específic de la membrana plasmàtica
- Regulació de la via de senyalització del receptor factor de creixement transformant β: Procés que regula la freqüència, la velocitat o l'extensió de l'activitat de qualsevol via de senyalització del receptor TGF-β[23]

## Localització

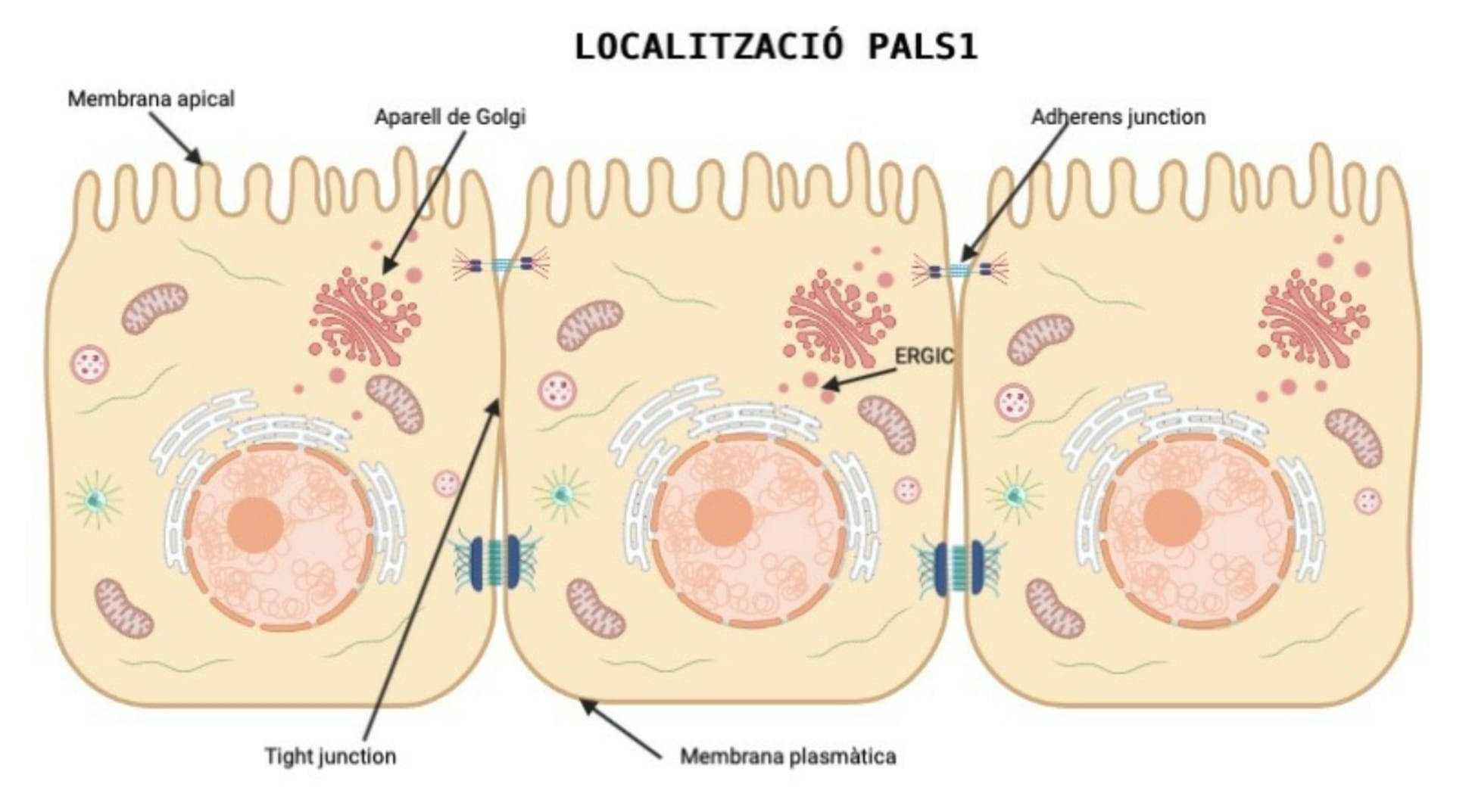
Localització de la proteïna PALS1 en els diferents compartiments i regions de les cèl·lules epitelials.

La proteïna PALS1 es troba en diferents localitzacions de la cèl·lula. Es troba a l'aparell de Golgi dels limfòcits T, ja que, a més de participar en el manteniment de la polaritat funcional de la cèl·lula, participa en la migració, l'escaneig i l’activació dels limfòcits després de l'estimulació del receptor d'antigen (TCR).
A més, es troba en la membrana plasmàtica i en algunes de les seves proteïnes perifèriques, així com en la membrana apical de les cèl·lules polaritzades. Per exemple, en les cèl·lules de la retina està localitzada en la membrana limitant externa de la cara apical. Estudis de localització han demostrat que la CRB1 i PALS1, la MPP1 i PALS1, i la MPP3 i PALS1 es colocalitzen a les unions adherents de la membrana limitant externa de les cèl·lules de la retina, a la membrana limitant externa, i a la regió subapical de les unions adherents de la membrana limitant externa de la retina; respectivament.
Trobem PALS1 en les unions estretes de les cèl·lules epitelials o a les vesícules intracel·lulars. També es troba a les cèl·lules de Schwann, al cos de les cèl·lules de Purkinje, a l'axó i a les incisures de Schmidt-Lanterman.

## Relació amb la COVID-19

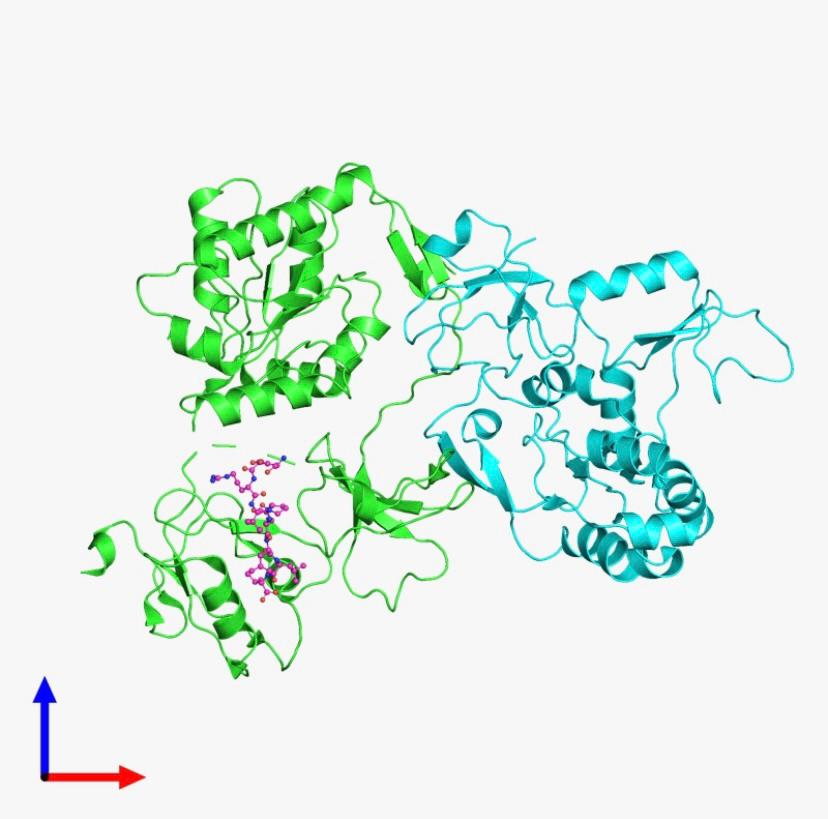
Estructura de la proteïna E de l'embolcall del SARS-Cov-2, relacionada amb la PALS1.Extreta de: https://www.ebi.ac.uk/pdbe/entry/pdb/7M4R

S’ha descobert que la proteïna PALS1 té relació amb el virus SARS-CoV-2 (conegut com a COVID-19), virus causant de la pandèmia actual. La PALS1 forma part de la base estructural de la proteïna de l'embolcall del SARS-CoV-2.
L'estructura mostra que el motiu DLLV de la proteïna E C-terminal reconeix una butxaca formada exclusivament per residus hidrofòbics dels dominis PDZ i SH3 de la PALS1.
En definitiva, la proteïna viral E recluta la PALS1 de les unions estretes de les cèl·lules epitelials pulmonars. Aquesta estructura proporciona noves dianes per a inhibidors de pèptids i molècules petites que podrien bloquejar les interaccions PALS1-E per reduir la virulència mediada per E.